# 坂井永年
坂井 永年（さかい ながとし、1964年7月31日 - ）は、日本のイラストレーター、エアブラシアーティスト。静岡市葵区出身。

## 略歴
先祖は江戸時代の旗本、坂井成政。大叔父は富士山本宮浅間大社の神主だったという。

1歳半の頃より絵を描き始め、3歳の頃より野菜を擬人化したキャラクターを自作し始める。
小学1年より（高校まで）油絵を始め、二科展、ユネスコなど数々のコンクールのジュニア部門で入賞を果たす。
静岡市立高等学校（35期）時代に落語家の林家木久扇（当時・林家木久蔵）と知り合い、高校卒業後に同氏の紹介でプロデビュー。
20歳の頃に「漫画の神様」手塚治虫に絵を見てもらう機会があり、その中の和風の絵を見た手塚から「このような（和風の）絵が描けたら世界で通用するよ！」と言われる。本人はこの言葉を元に浮世絵など日本的な絵と現在描いているイラストとの融合したスタイルの完成を目標としている。
1986年、小学館のビッグコミックシリーズの新漫画雑誌「ビッグコミック･スペリオール」（翌年創刊）の表紙イラストを、22歳で大抜擢される。
1989年、制作した静岡市制100周年イベント『SUNPU博'89』のマスコットキャラクター「スンピー」が好評を得る。イベント自体の成功もあり、静岡市長から感謝状を授与される。
阪神淡路大震災の際には、プロ野球オールスター戦のチャリティーTシャツのデザインを描く等をした。2012年には東日本震災復興支援イベント「CHEER UP ILLUSTRATION PROJECT」に携わった。
自身のアイディアとアドバイスにより新日本プロレスで販売された選手商品のTシャツが大好評を得たことから闘魂ショップがオープンされ、のちのプロレスTシャツブーム、格闘技Tシャツブームに繋がっていく。
現役レスラーにも坂井が描くプロレスイラストのファンが多い。

## 作風
キャラクターデザインの他に、多くの著名人の似顔絵など幅広く手掛ける。似顔絵を始めたのは、小学6年生の時にそれまで苦手だったものを、王貞治選手の絵を描きたい思いから描くようになったのがきっかけだった。
エアブラシによる立体感を思わせるイラストは、各界から支持を受けている。
現在はCGの普及でエアブラシ技法で描く作家が世界的にも少なくなっていることから、本人は「生きる化石」や「絶滅危惧種」と述べている。

## 主な作品
- やすし・木久蔵の香港殴り込み珍道中（リイド社、1983年）カバーイラスト
- ビッグコミックスペリオール表紙イラスト（初代、1987年 - ）
- 福岡ソフトバンクホークスキャラクター「ハリー・ホーク」デザイン
- 新日本プロレス大会ポスター、選手グッズ、Tシャツなど
- プロ野球選手、プロレスラー、芸能人等の似顔絵
- World Baseballエンタテイメント たまッチ！（フジテレビ）スタジオイラスト[6]
- 中居正広のプロ野球珍プレー好プレー大賞2016（フジテレビ）好プレー大賞賞品
- プロ野球 パ・リーグオールスター東西対抗 ポスター[1]
- 静岡市制100周年マスコットキャラクター「スンピー」
- 静岡競輪場 旧マスコットキャラクター「ビッキー」[9][10]
- 1998世界エイズキャンペーン（厚生省）ポスター